# Kiddusch
Als Kiddusch (hebräisch קידוש von kadosch, heilig, deutsch wörtlich „Heiligung“, manchmal „Segensspruch“) wird der Segensspruch über einen Becher Wein bezeichnet, mit dem der Sabbat und die jüdischen Feiertage eingeleitet werden. Der Kiddusch wird abgeleitet aus dem 2. Buch Mose 20,8 : „Gedenke des Sabbattages, dass du ihn heiligst“.
Daneben gibt es den Begriff Kiddusch Haschem, die „Heiligung des Namens (Gottes)“.

## Kiddusch am Schabbat und an den Feiertagen
Der Kiddusch am Schabbat und an den Feiertagen wird unmittelbar vor der Mahlzeit zu Hause üblicherweise vom männlichen Familienoberhaupt gesprochen – aber auch Frauen sind verpflichtet, Kiddusch zu zelebrieren. Der Kiddusch wird über Wein und meist anschließend über die Schabbatbrote (Challa) gesprochen. Aschkenasim sprechen am Freitagabend auch in der Synagoge einen Kiddusch, der darauf zurückgeht, dass früher Durchreisende in den Synagogen zu essen pflegten.
| Hebräisch                                     | Transliteration                                                    | Übersetzung                                                                                                   |
| --------------------------------------------- | ------------------------------------------------------------------ | --- |
| בָּרוּךְ אַתָּה יְהֹוָה אֱלֹהֵינוּ מֶלֶךְ הָעוֹלָם בּוֹרֵא פְּרִי הַגָּפֶן: | bārûk̠ ʾattāh ʾăd̠ōnāi ʾĕlōhênû melek̠ hā-ʿôlām bôrēʾ pərî hag-gāp̄en. | „Gepriesen seist du, Ewiger, unser G'tt; du regierst die Welt. Du hast die Frucht des Weinstocks geschaffen“. |

Alle Anwesenden antworten: אָמֵן Amen.
| Hebräisch                          | Transliteration                                       | Übersetzung                                                                      |
| ---------------------------------- | ----------------------------------------------------- | -------------------------------------------------------------------------------- |
| ברוך אתה יי אלהינו מלך העולם       | bārûk̠ ʾattāh ʾăd̠ōnāi ʾĕlōhênû melek̠ hā-ʿôlām,         | Gesegnet bist du, HERR, unser Gott.                                              |
| אשר קדשנו במצותיו ורצה בנו         | ʾăšer qiddəšānû bə-miṣwōt̠āyw wə-raāṣāh b̠ānû,          | der uns mit seinen Geboten geheiligt und mit uns zufrieden war,                  |
| ושבת קדשו באהבה וברצון בנחילנו     | wə-šabbat̠ qod̠šô bə-ʾahăb̠āh û-b̠ə-rāṣôn hinḥîlānû,      | und hat uns seinen heiligen Schabbat als Erbe mit Liebe und Gunst gegeben,       |
| זכרון למעשה בראשית.                | zikkārôn lə-maʿăśēh b̠ə-rēʾšît̠.                        | als Erinnerung an das Schöpfungswerk am Anfang.                                  |
| כי הוא יום תחלה לצקראי קדש         | kî hûʾ yôm təḥillāh ləmiqrāʾê qōd̠eš,                  | Denn dieser Tag ist der wichtigste unserer heiligen Zeiten,                      |
| זכר ליציאת מצרים.                  | zēk̠er lîṣîʾat̠ miṣrāyim.                               | eine Erinnerung an den Exodus aus Ägypten.                                       |
| כי בנו בחרת ואותנו קדשת מכל העמים. | kî b̠ānû b̠āḥartā wə-ʾôt̠ānû qiddaštā mik-kol hā-ʿammîm. | Denn du hast uns aus allen Nationen erwählt und geheiligt.                       |
| ושבת קדשך באהבה וברצון הנחלתנו.    | wə-šabbat̠ qod̠šək̠ā bə-ʾahăb̠āh û-b̠ə-rāṣôn hinḥaltānû.   | Du hast uns deinen heiligen Schabbat in Liebe und Freude als unser Erbe gegeben. |
| ברוך אתה יי מקדש השבת              | bārûk̠ ʾattāh ʾăd̠ōnāi məqaddēš ha-šabbāt̠.              | Gesegnet bist du, HERR, der den Schabbat heiligt.                                |

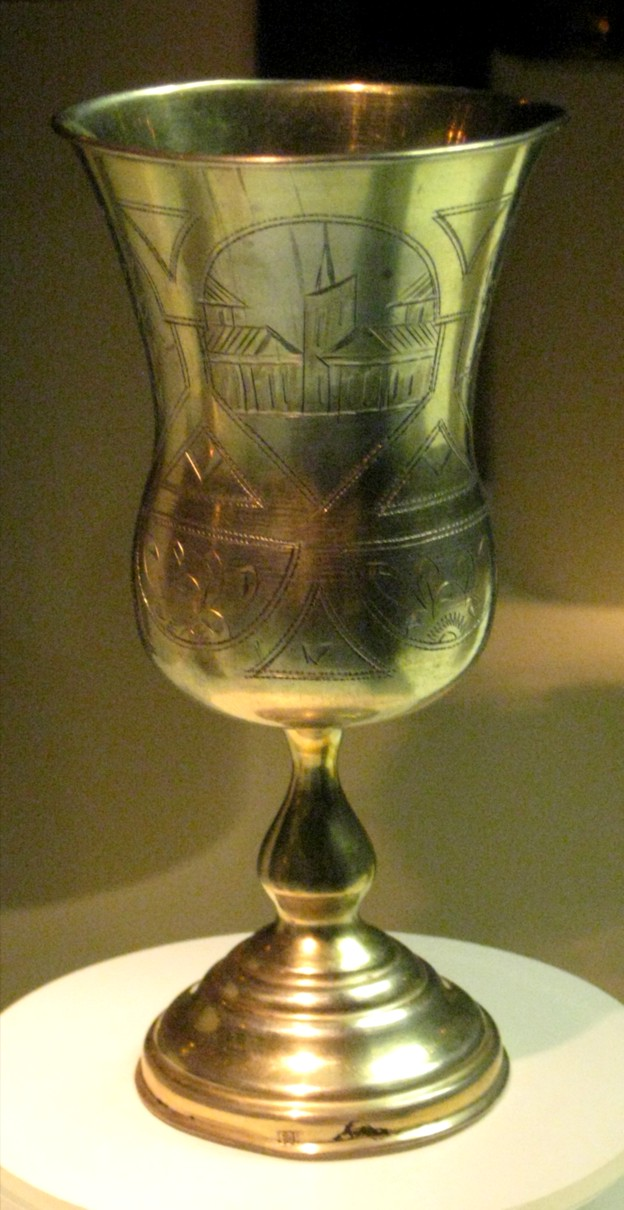
Kidduschbecher

Dem folgt ein Schabbatsegen, der an den Beginn der Schöpfung und den Auszug aus Ägypten erinnert.
Nachdem der Vater und die Tischgesellschaft von dem Wein getrunken haben, werden wie immer vor dem Essen die Hände gewaschen; nach manchen Ortstraditionen bereits vor dem Kiddusch. Dann spricht er den üblichen Segen über das Brot:
| Hebräisch                                          | Transliteration                                                           | Übersetzung                                                                            |
| -------------------------------------------------- | ------------------------------------------------------------------------- | -------------------------------------------------------------------------------------- |
| בָּרוּךְ אַתָּה יְ‑יָ אֱ‑לֹהֵינוּ מֶלֶךְ הָעוֹלָם הַמּוֹצִיא לֶחֶם מִן הָאָרֶץ: | bārûk̠ ʾattāh ʾăd̠ōnāi ʾĕlōhênû melek̠ hāʿôlām ham-môṣîʾ leḥem min hā-ʾāreṣ. | „Gelobt seist Du, Ewiger, unser G'tt, der Du das Brot aus der Erde hervorgehen lässt“. |

Davon abgeleitet wird ein Imbiss, der in aschkenasischen jüdischen Gemeinden meist am Schabbat, manchmal auch an Feiertagen, nach dem Vormittagsgottesdienst von Gemeindemitgliedern zu besonderen Gelegenheiten offeriert wird, als Kiddusch bezeichnet. In einigen Gemeinden ist er heute fester Bestandteil des Gemeindelebens und wird von der Gemeinde finanziert.

## Kiddusch HaSchem
Das Konzept des Kiddusch HaSchem (hebräisch קידוש השם), Heiligung des Namens (Gottes), bildete sich während der Judenverfolgungen unter dem römischen Kaiser Hadrian heraus. Es bezeichnet das Festhalten am jüdischen Glauben durch Martyrium bis hin zum Suizid bei drohender Zwangskonversion und durch Gebet und Lebensführung. Das Gegenteil von Kiddusch HaSchem ist der Chillul HaSchem, die Entweihung des Namens (Gottes).

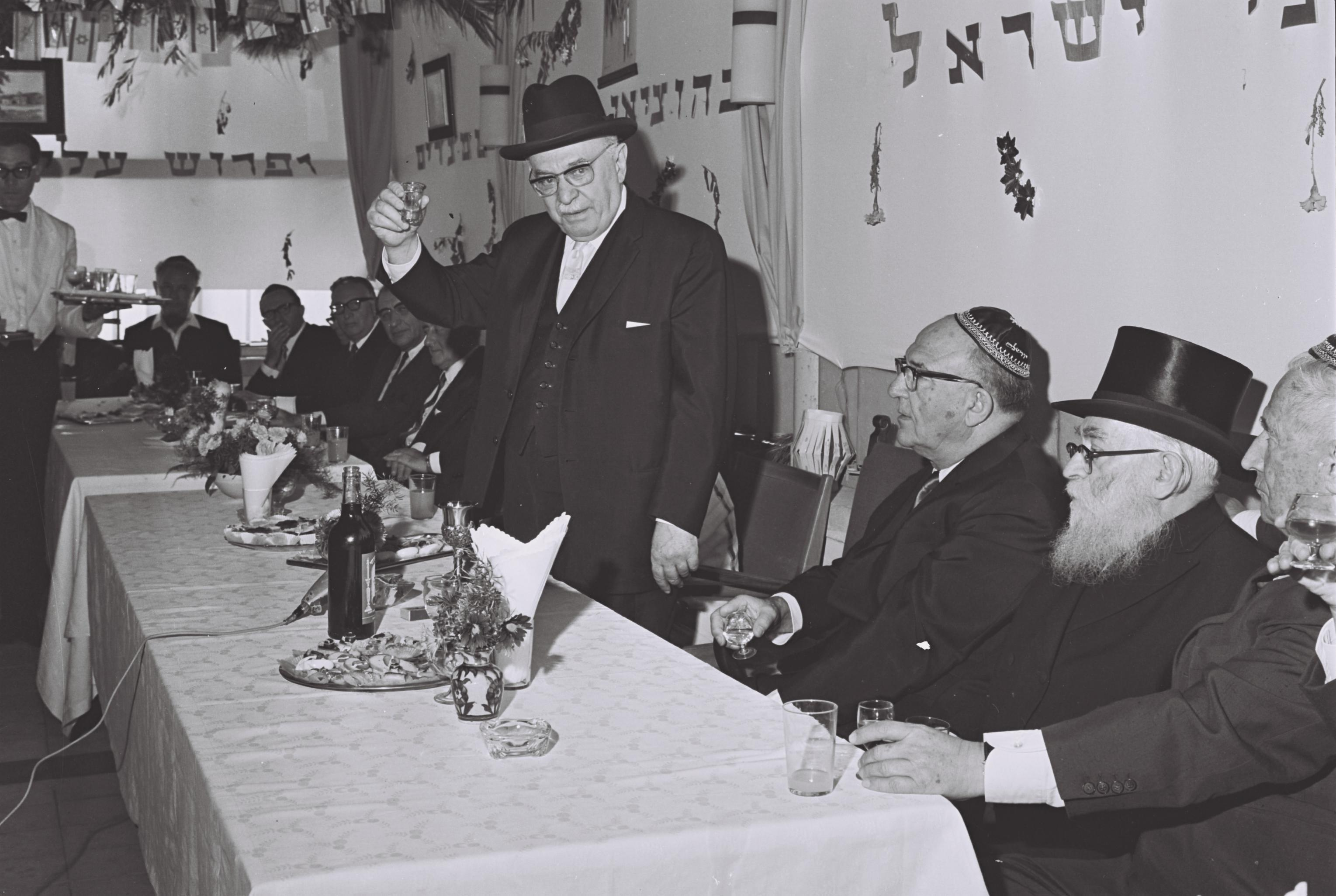
Präsident Zalman Shazar spricht einen Kiddusch in der Sukka im Beit HaNassi, dem Präsidentenpalast in Jerusalem. Rechts sitzen Premierminister Levi Eshkol, Oberrabbiner Isser Jehuda Unterman und Nahum Goldmann (Foto: Cohen Fritz).

## Vertonungen
Vertonungen des Kiddusch gibt es unter anderem von Kurt Weill, hier Kiddush (Bariton-Solo, Chor (SATBB), Orgel).

## Medien
Der Spielfilm Schindlers Liste von Steven Spielberg aus dem Jahr 1993 beginnt mit dem Anzünden zweier Kerzen neben einer Flasche Wein und einer Schale mit zugedecktem Brot und dem Sprechen des Kiddusch – in Farbe, während der restliche Teil des Films überwiegend in Schwarzweiß gehalten ist.